# Юркевич, Иван Иванович
Иван Иванович Юркевич (ок. 1820 — 1876) — магистр, преподаватель Литовской духовной семинарии.

## Биография
Родился в Минской губернии, в семье священника. 
В 1832 году начал учиться в Литовской духовной семинарии, в 1837 году — в Санкт-Петербургской духовной академии. В 1841 году, по окончании академии по 1-му разряду, был назначен учителем церковной истории, канонического права, церковных древностей и истории русской церкви в Могилёвскую духовную семинарию. В 1842 году защитил диссертацию «О причинах разделения между Восточной и Западной церквями» и был удостоен учёной степени магистра.
В 1844 году переведён в Литовскую духовную семинарию, где преподавал Св. Писание, герменевтику и «читал греческих и латинских отцов церкви». В 1845 году стал секретарём семинарского правления с сохранением учительской должности; в 1847 году был назначен членом комитета, учреждённого при правлении семинарии для собирания этнографических сведений о западной России для Русского географического общества. В 1857 году на него было возложено преподавание еврейского языка, а в 1860 году он преподавал безвозмездно ещё и психологию. В 1860 году он стал также членом комитета, назначенного для освидетельствования перестройки августинианских зданий Виленского духовного училища. 
В 1860-х годах в «Литовских епархиальных ведомостях» был напечатан его обширный исторический очерк о Литовской епархиальной семинарии. 
В 1870 году вышел в отставку. Умер от чахотки 30 июня (12 июля) 1876 года.